# Louis de Verdal
Louis de Verdal est un sculpteur et dessinateur français né le 12 septembre 1948 à Sousceyrac (Lot).

## Biographie
Diplômé de l’École forestière de Meymac (Corrèze) en 1968, Louis de Verdal voyage jusqu’en 1975 dans les forêts équatoriales du Gabon, où il exerce son métier de forestier.
Il rentre alors en France et quitte l’industrie du bois pour devenir sculpteur à plein temps, puis il est affilié à la Maison des artistes à partir de 1983.
Il s'installe d'abord à Lentillac et, depuis 2000, à Saint-Céré.
Dès 1981, il effectue des expositions partout en France aussi bien qu'en Allemagne, en Belgique et aux États-Unis.
En 1985, il entreprend de réaliser sa première moto grandeur nature en bois divers et, en 1986, reçoit le prix des Métiers d’art du Conseil général du Lot pour la réalisation de celle-ci. La même année, à Golfe Juan, il participe à l'exposition Espace d’une vision avec une quarantaine d’artistes dont Philippe Hicquily, Guy de Rougemont, Marcel Van Thienen, Hervé Bourdin, Michel Raimbaud, Alain Vuillemet… ayant ainsi l'occasion d’y rencontrer César pour la première fois venu en visiteur.
Dans les années 1985 à 2001, il réalise des sculptures en participation à des spectacles événementiels Art de la rue pour la compagnie Générik Vapeur à Aurillac, Clichy, Marseille, Cannes, Plougastel-Daoulas, Bordeaux.
En 1987, il participe à une exposition Arborescence, regards de 50 artistes contemporains sur la forêt et le bois, organisée par le ministère de l’Agriculture à l'hôtel de ville de Paris où il rencontre les artistes Étienne-Martin et Jack Vanarsky.

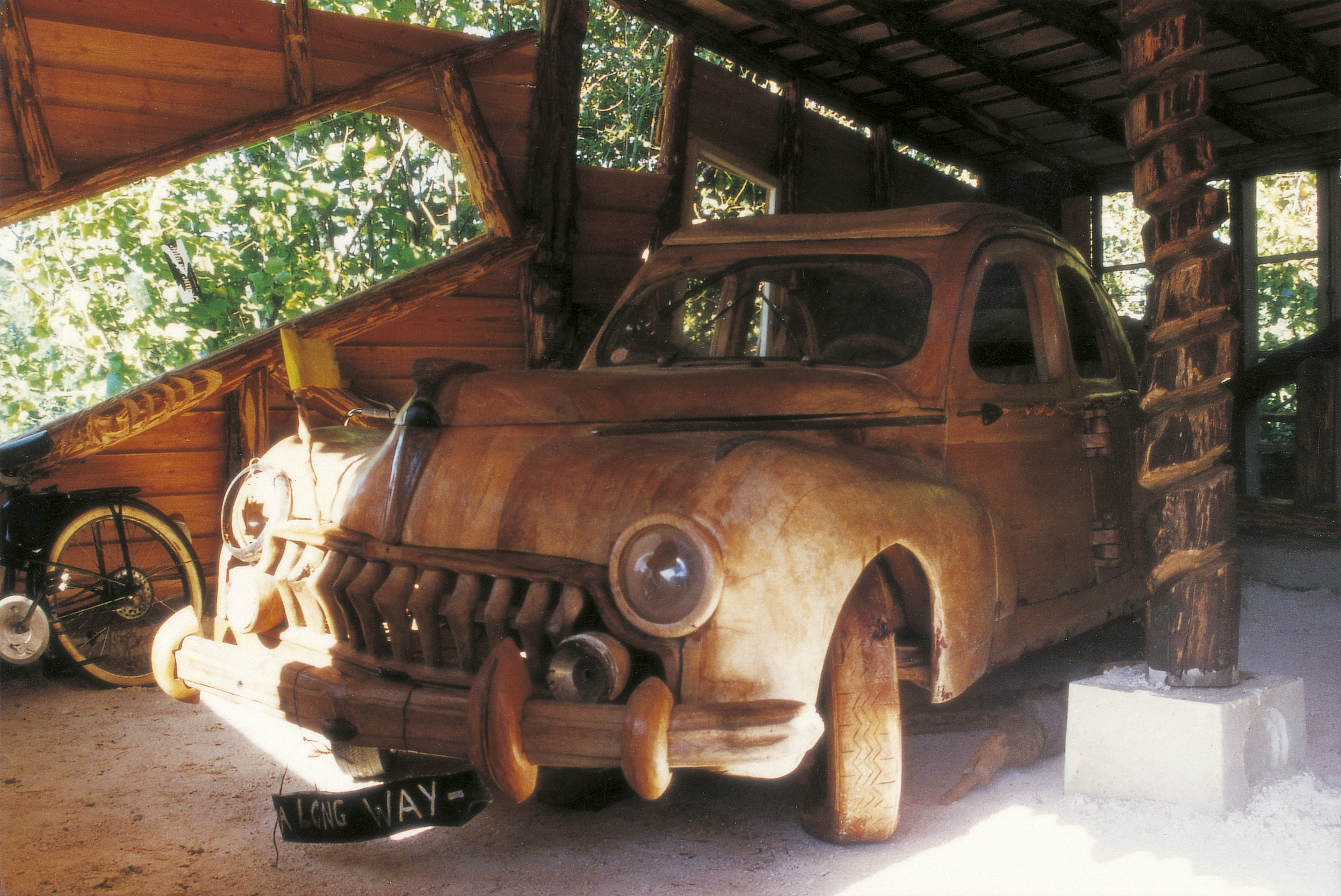
Peugeot 203 (1990), localisation inconnue.

En 1990, il réalise sa première voiture grandeur nature, une Peugeot 203, qui lui demande une année entière de travail et pour laquelle il obtient le 1er prix lors d'une exposition sur l'art automobile Les damiers du centenaire à Rouen en 1994, alors qu'y concouraient de nombreux artistes, dont César avec une de ses compressions.
En l'an 2000, il réalise une Audi TT grandeur nature à la demande de la direction d'Audi, exposée en Allemagne au parc Autostadt à Wolfsburg.
En 2003, il participe à la 1re biennale de sculpture Mouvement à Brive-la-Gaillarde organisée par la mairie, avec sept sculpteurs présentant des œuvres en matériaux divers : bois, métal, plâtre, pierre, glace et bronze de Marc Petit.
Il a plusieurs fois exposé dans le Lot et le Cantal avec ses amis peintres Peter Orlando, Michel Four, Marcel Mazar.
Entre-temps et depuis, il a ajouté des formes graphiques bois-métal intitulées Emballages, des mobiles, des constructions articulées de métal, des machineries mécaniques évoquant des humanoïdes et des constructions dans les matériaux les plus divers. Plus récemment, il conçoit un bestiaire et des personnages actuels[C'est-à-dire ?].

## Expositions
- 1981 : musée de Cahors.

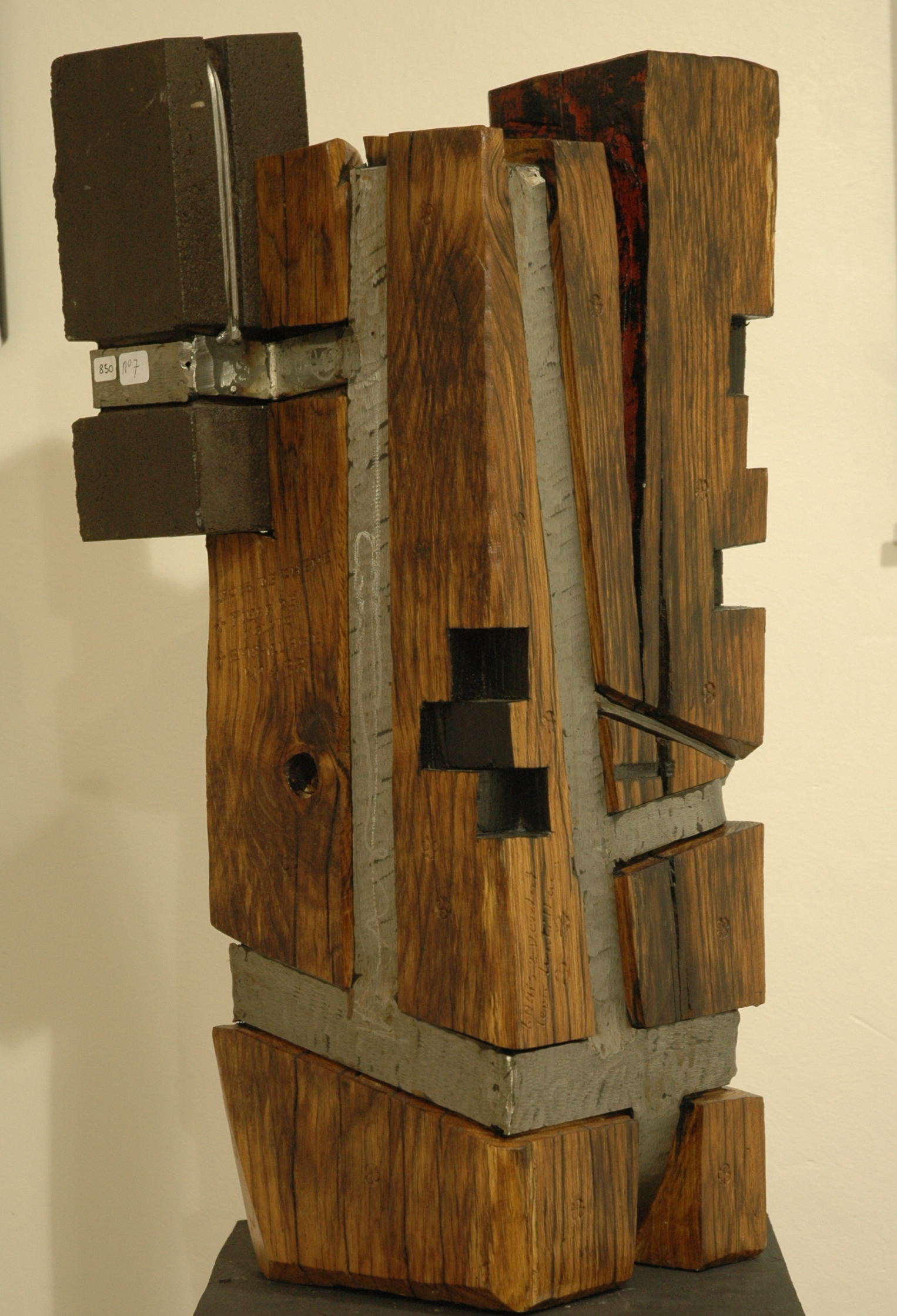
Emballage no 7 localisation inconnue.

- 1983 : expositions dans des galeries à Antibes, Lyon, Paris, Bruxelles.
- 1986 : expositions aux États-Unis : Springfield, Denver, et en Floride ;

exposition Golfe Juan Espace d'une vision ;
grand prix départemental des métiers d’art alloué par le conseil départemental du Lot.
- 1987 : expositions à Nantes, Tours, à la mairie de Paris Arborescence, au musée d’Aurillac.
- 1988 : expositions à Paris, Bruxelles Maison du Bois, Angoulême.
- 1989 : expositions à Toulon, Hanovre (Allemagne).
- 1989 : participation au Salon Ob'Art à Paris.
- 1991 : expositions à Angoulême, Paris, Rouen, hôtel de ville d’Allonnes.
- 1992 : hôtel du département à Aurillac.
- 1993 : expositions au Mans, Toulouse, Cahors, Bordeaux, Saint Flour, Bagnols-les-Bains ;

rétrospective à la Biennale internationale d’Art de groupe, avec Générik Vapeur à Marseille ;
participation à International Motor Show à Essen (Allemagne).
- 1994 : Damiers du Centenaire à Rouen, 1er prix ;

Machine à sons pour Générik Vapeur à Terrasson.
- 1995 : participation au festival Hors les Normes à Praz-sur-Arly ;

expositions itinérantes Les margin’art.
- 1996 : participation au festival l’Art Singulier à Roquevaire (Bouches-du-Rhone).
- 1997 : musée d’art d’Aurillac ;

participation au musée l’Art en Marche à Lapalisse (Allier).
- 1998 : exposition de groupe Le pluriel des singuliers au conseil départemental des Bouches-du-Rhône.

musée Labenche à Brive-la-Gaillarde.
- 1999 : musée de la Moto à Marseille ;

participation au Sentier de Sculptures à Latouille-Lentillac (Lot).
- 1999 : fête de la Sculpture à Montauban (Tarn-et-Garonne).
- 2000 : réalisation d’une Audi TT grandeur nature pour Autostadt à Wolfsburg (Allemagne).
- 2000 : exposition permanente dans son atelier à Saint-Céré (Lot)[1].
- 2003 : participation à l’exposition Mouvement à Brive-la-Gaillarde.
- 2007 : Centre culturel de San Miguel à Tenerife aux Iles Canaries.
- 2008 : Les Nouveaux Troubadours, Un monde de bruits à Saint-Sever-du-Moustier (Aveyron).
- 2010 : abbaye de Fontdouce à Saintes, Tulle, Chamalières.
- 2011 : Maison des Consuls à Saint-Céré.
- 2012 : musée d’Hilpoltstein (Allemagne), Jodoigne (Belgique).
- 2013 : collectif de créateurs La Fabrik Aurillac (Cantal)[2].
- 2014 : Cahors d’Arts et déchets organisée par le Conseil départemental du Lot.
- 2015 : Boisset (Cantal).
- 2016 : galerie l'Art en mouvement (playlist YouTube), Nice [3].
- 2017 : galerie du Causse à Villeneuve d’Aveyron[4].
- 2018 : Espace culturel à Ytrac (Cantal).

## Collections publiques
- Ville de Clichy : Cadeau Bonux.
- Ville de Plougastel-Daoulas :
  - La Main aux fraises ;
  - Mlle Roue.
- Aurillac, musée d'Art et d'Archéologie : Emballage.
- Ville de Brive-la-Gaillarde : Totem.
- Ville de Saint-Laurent-les-Tours : Emballage Boule.

#### Articles de presse
- (en) « The Morning Union New England West Editorial Perspective Obituaries », The Boston Globe, 18 juin 1986.
- VSD, Novembre 1987.
- Ça m'intéresse, n°82, décembre 1987.
- Madame Figaro, 17 septembre 1988, p.38.
- Le Soir, 27 octobre 1988.
- Moto Journal, n°872, 15 décembre 1988.
- « Louis de Verdal, l'homme à la moto », Artension, n°9, mai 1989[5].
- Artension, n°27, septembre 1991, Louis de Verdal[6].
- Capital, n°108, septembre 2000, illustration Audi TT en bois grandeur nature, Wolfsburg[7].
- « Un artiste brut de bois », Dire Lot, n°89, juillet-aout 2001[8].
- « Louis2verdal, grinçantes mécaniques à rire », Artension, n°15, janvier-février 2004[9].
- « Tempête sous une crâne », Haut-Quercy Magazine, mars 2008[10].
- « Louis De Verdal ou le mystère de l'art brut », La Dépêche du Midi, 9 juin 2009[11].
- « Plusieurs artistes en un », Contact Lotois, n°86, septembre 2013[12].
- « Ses sculptures sont à découvrir à la galerie Aiguà de Rocha », La Montagne, novembre-décembre 2015[13],[14].
- « Aux angles émouvants, nos âmes reconnaissantes », Le Lot en action, n°104, octobre 2016, p.32[15].
- « Louis2verdal ou l’émotion à l’état brut », Cère et Dordogne Magazine, n°106, juillet 2017[16].
- « Le sculpteur Louis De Verdal expose », La Dépêche du Midi, 21 juillet 2017[17].
- « Louis2verdal et la miniaturisation des œuvres », La Dépêche du Midi, 19 mai 2018[18].
- « L'exposition impressionnante de Louis 2 Verdal », La Dépêche du Midi, 26 septembre 2018[19].

#### Médias audiovisuels
- Media46, 4 novembre 2014, reportage sur YouTube[20].
- « Expositions de peintures et sculptures à Saint-Ybard », France Bleu, mai 2015[21].

#### Ouvrages
- Ministère de l'Agriculture, Arborescence. Regards de 50 artistes contemporains sur la forêt et le bois, catalogue, 10 septembre au 8 octobre 1987.
- Actes Sud, Le Pluriel des Singuliers, catalogue, janvier 1998,  (ISBN 2-7427-1710-2).
- Dominique Dalemont, 50 sculpteurs choisissent le bois, Somogy Éditions d'art, 1998, p. 246-249  (ISBN 2-8505-6333-1)[22].
- Conseil général des Bouches-du-Rhône, Les matériaux de la sculpture, Éditions En Manœuvres, 4e trimestre 2003, p. 67  (ISBN 2-908445-89-1)[23].